# Untitled Goose Game
Untitled Goose Game (с англ. — «Безымянная игра про гуся») — независимая компьютерная игра в жанре головоломки с элементами стелса, разработанная австралийской командой House House и изданная американской компанией Panic в 2019 году. Игрок управляет гусём, который проказничает на просторах английской деревушки. Птице необходимо выполнять различные задания, связанные с манипулированием предметами и неигровыми персонажами.
Идея разработки Untitled Goose Game родилась после того, как один из сотрудников House House опубликовал во внутренней переписке коллектива стоковую фотографию гуся. Под влиянием игры Super Mario 64 и серии Hitman House House работали над стелс-механикой с отсутствием насилия для создания юмористических сценариев. Необычное название игры было принято в самый последний момент при подготовке её демонстрации на фестивале независимых игр. Музыка от композитора Дэна Голдинга состоит из коротких отрывков из шести прелюдий Клода Дебюсси.
Игра вышла 20 сентября 2019 года на macOS, Windows и Nintendo Switch, версии для PlayStation 4 и Xbox One были выпущены 17 декабря. Untitled Goose Game получила положительные отзывы от критиков и игроков, высоко оценившие геймплей и юмор. На Game Developers Choice Awards 2019 и D.I.C.E. Awards 2020 игра победила в номинации «Игра года», а Дэн Голдинг выдвигался на ARIA Music Awards в категории «Лучшая музыка». К концу 2019 года было продано более миллиона копий Untitled Goose Game.

## Игровой процесс
Действие Untitled Goose Game разворачивается в тихой английской деревушке. Игрок управляет проказливым домашним гусём, который может гагакать, пригибаться, бегать, махать крыльями и хватать предметы клювом. Его цель в игре — докучать жителям деревни. Сама деревня поделена на несколько районов, в каждой из которых есть список заданий, которые нужно выполнить игроку — к примеру украсть определённые предметы или обманом заставить людей делать определённые вещи. Когда гусь выполняет достаточное количество заданий, игра разрешает игроку перейти в следующую локацию.
Пройдя первые четыре локации, гусь попадает в миниатюрную модель деревни, где тому необходимо украсть золотой колокольчик. Он возвращается в уже пройденные места, где жители настроены к птице негативно и попытаются её остановить. Гусь бросает колокольчик в канаву, полную других колокольчиков.
В игре есть несколько скрытых побочных заданий, многие из которых требуют прохождения нескольких локаций или завершения задания за отведённое время. За выполнение всех этих заданий игрок получает корону, которую можно надеть на гуся.. В одном из обновлений в Untitled Goose Game появился локальный мультиплеер, в котором игроки в ролей двух гусей пытаются вместе достичь поставленных целей.

## Разработка
Untitled Goose Game была разработана независимой командой House House из четырёх человек в Мельбурне. Идея разработки возникла после того, как один из членов House House опубликовал во внутренней переписке стоковую фотографию гуся. Команда поняла, что у игры, в которой главным героем будет самый обычный гусь, есть хороший потенциал. Первоначальным источником вдохновения послужила Super Mario 64, в которой персонаж управлял Марио в трёхмерной среде. Предыдущая игра House House, Push Me Pull You, была двухмерной с использованием плоских цветов. Для Untitled Goose Game команда решила использовать схожую эстетику с плоскими цветами и нетекстурированными трёхмерными моделями.
Сам гусь первоначально был обычным изображением, и идея заключалась в том, как на него будут реагировать неигровые персонажи. Разработчики внедрили систему, при которой NPC убирали за собой предметы после перемещения. После того, как ограничили поле зрения NPC, геймплей стал ориентирован на стелс. В отличие от большинства стелс-игр, где игровой персонаж прячется от противников, цель Untitled Goose Game состоит в том, чтобы проказливый гусь привлёк внимание NPC и его не поймали. House House создавали структуру создания миссий с конкретными целями на основе Hitman. Член House House Джейк Штрассер заявил: «В ней есть изюминка. Убрав насилие, мы позволили здешним ситуациям существовать как шутке». В качестве места действия была выбрана английская деревня, поскольку её «правильность» была воспринята как «полная противоположность тому, что представлял собой гусь». Разработчик Майкл Макмастер рассказал, что большое влияние игру оказали британские детские телепрограммы, вроде «Почтальон Пэт», «Пожарный Сэм» и «Брум».
Когда игра была представлена на Fantastic Arcade в рамках фестиваля Fantastic Fest в Техасе, у проекта ещё не было названия, и не имея других вариантов, они решили назвать её Untitled Goose Game — именно с таким названием издатель опубликовал видео о ней. В результате такое наименование игры закрепилось за фанатами в её продвижении в соцсетях. Единственным вариантом названия проекта у авторов было Some Like it Honk, но они его всерьёз никогда не рассматривали.
Игра является вторым проектом House House, которую поддержала правительственная организация VicScreen. Как рассказал разработчик Стюарт Гиллеспи-Кук, она помогала House House в период разработки и это «делает нас устойчивыми».

### Музыка
В трейлере, саундтрек к которому сочинил Дэн Голдинг, представлены отрывки из шести прелюдий Клода Дебюсси. В комментариях люди хвалили так называемую «реактивную музыку», которая останавливалась и начиналась в зависимости от определённого действия в игре. Сами члены House House говорили, что такие остановки были частью композиции Дебюсси. Позитивный отклик на музыку в трейлере побудил команду использовать произведение Дебюсси в качестве саундтрека к игре и применить методику «реактивной музыки». Голдинг разделил каждую прелюдию на две части — одна воспроизводится так, как написана, а вторая в более медленной форме. Игра выбирает определённую часть музыки для воспроизведения после выполнения определённого действия. Позже Голдинг стал ссылаться на музыку из немого кино.
Официальный саундтрек был выпущен в цифровом формате лейблом Decca Records 27 марта 2020 года. В нём представлены обычные и «тихие» вариации каждой мелодии, а также две оригинальные композиции — «Waltz For House House», которая играет в меню в версии для PlayStation 4, и «Untitled Goose Radio», содержащая все треки с внутриигрового радио. Часть партитуры вышла на виниле компанией iam8bit.

## Анонс и выход
Untitled Goose Game и геймплейный трейлер к ней были представлены в октябре 2017 года. Видео обрело огромную популярность в социальных сетях.
После выхода первого трейлера Untitled Goose Game была представлена на конференциях Game Developers Conference, Penny Arcade Expo Australia и Penny Arcade Expo West (Prime). На выставке E3 2019 игра была анонсирована в качестве временного эксклюзива для Epic Games Store. Разработчик из House House заявил, что предложение Epic Games об эксклюзивной сделке позволило команде стабильно работать с частичной занятостью до полной. Untitled Goose Game была выпущена 20 сентября 2019 года на macOS, Nintendo Switch и Windows компанией Panic. В октябре House House рассказали, что рассматривают возможность портирования игры про гуся на другие платформы, в том числе на мобильные устройства. Версии для PlayStatiton 4 и Xbox One были выпущены 17 декабря 2019 года, причём игра сразу стала доступна по подписке Xbox Game Pass. Физические копии к PlayStation 4 и Nintendo Switch вышли 29 сентября 2020 года под крылом iam8bit, которые в этот же день выпустили грампластинку с саундтреком.
23 сентября 2020 года игра получила бесплатное обновление, добавляющее кооперативный режим для двух игроков. Оно вышло в день релиза Untitled Goose Game в Steam и Itch.io. В марте 2023 года соучредитель Panic Кейбл Сассер написал, что компания отправила игру на рассмотрение в App Store, но её отклонили из-за того, «что в игре нельзя пропустить титры». Когда рецензенту объяснили, как пропустить титры, «проект не приняли из-за чего-то другого, и в этот моменты мы сдались».

## Отзывы критиков
| Сводный рейтинг       | Сводный рейтинг                                        |
| Агрегатор             | Оценка                                                 |
| --------------------- | ------------------------------------------------------ |
| GameRankings          | 84,55 %                                                |
| Metacritic            | (Switch) 81/100 (PC) 79/100 (PS4) 80/100 (XONE) 81/100 |
| Иноязычные издания    |                                                        |
| Издание               | Оценка                                                 |
| 4Players              | 77%                                                    |
| Destructoid           | 8,5/10                                                 |
| Game Informer         | 7,5/10                                                 |
| GameRevolution        | [ 53 ]                                                 |
| GameSpot              | 8/10                                                   |
| IGN                   | 8/10                                                   |
| Nintendo Life         | 8/10                                                   |
| Nintendo World Report | 8/10                                                   |
| USgamer               | [ 57 ]                                                 |
| VideoGamer            | 8/10                                                   |
| Русскоязычные издания |                                                        |
| Издание               | Оценка                                                 |
| StopGame.ru           | «Похвально»                                            |
| «Игры Mail.ru»        | 7,5/10                                                 |

Согласно сайту-агрегатору Metacritic, Untitled Goose Game получила «в основном положительные отзывы».
IGN оценил игру в восемь баллов из десяти, похвалив игру за глупость и написав: «Untitled Goose Game — короткое, но бесконечно чарующее приключение, заставившее меня смеяться и улыбаться». Game Informer похвалил игру за глупость и креативность, однако заявил, что ощущал игру пустой и однообразной, написав: «Untitled Goose Game — это отличный концепт, ставший такой же чарующей игрой, как и планировалось. Разыгрывать людей весело, а разыгрывание людей, будучи гусём, добавляет кайфа». Destructoid похвалил игру, сравнив её с Барашком Шоном: «здесь мало диалогов, куча шалостей и люди, которых постоянно переигрывают птицы». Kotaku написал положительную рецензию об игре, похвалив геймплей и юмор: «такие моменты делают Untitled Goose Game великой игрой. Окружение милое. Задачи креативны и приносят удовольствие. Однако настоящая магия игры лежит в коротких и бесконечно весёлых взаимодействиях. Есть коварное удовольствие в провоцировании всё более разъярённых жителей маленького городка». Однако издание The Atlantic в своей статье «Видеоигры лучше без геймплея» отмечало, что игра, основанная на выполнении заданий, скорее является «рутинной», чем любопытной.
Untitled Goose Game обратил на себя внимание аналогично игре Goat Simulator. Обе эти игры являются песочницами, в центре внимания которых животные, создающие хаос. После выпуска игры скриншоты и видеозаписи игры распространялись по социальным сетям, став интернет-мемом.

### Продажи и награды
За первые две недели после выпуска игры на Nintendo Switch было продано более 100 000 копий. Игра возглавила чарты продаж игр на Nintendo Switch в Австралии, Великобритании и США, опередив даже The Legend of Zelda: Link’s Awakening, основную игру Nintendo, выпущенную в тот же день. К концу 2019 года было продано свыше одного миллиона копий на всех платформах.
В рамках общенациональной кампании «Заплати аренду», направленной на выплату компенсаций коренным австралийцам, чьи земли были отняты в результате британской колонизации, House House объявила о пожертвовании 1 % дохода игры коренным жителям. По их словам, студия занимает «оккупированную землю Вурунтьери». В финальных титрах есть надпись: «Эта игра создана на землях народа Вурунтьери из племени Кулин. Мы отдаём дань уважения их старейшинам, прошлым и настоящим. Суверенитет никогда не отступит».
На церемонии награждения Golden Joystick Awards Untitled Goose Game  получила награду «Прорыв года» и также была номинирована в категории «Лучшая игра года». Она также была номинирована на награду Titanium Awards в категории «Инди-игра года», в категориях «Лучшая независимая игра» и «Лучший дебют инди-разработчика» на The Game Awards 2019,, а также на церемонии награждения New York Game Awards на награду Off Broadway Award за лучшую инди-игру. Блог Vulture.com, поддерживаемый New York Magazine, назвал Untitled Goose Game лучшей компьютерной игрой 2019 года.
В июне 2022 года House House представили Untitled Goose Game Live в Австралийском центре движущихся изображений и Оркестре Виктории. Игровой процесс проецировался на экране и сопровождался аранжировкой саундтрека Голдинга. В феврале 2023 года правительство Австралии указало это представление в качестве примера в своём плане «Восстановление», направленном на «обновление и ревизию австралийского сектора искусства, развлечений и культуры». В отчёте сказано, что Untitled Goose Game Live «объединила множество жанров и форм искусства и привлекла новую аудиторию». Позже правительство ввело налоговую льготу на цифровые игры для поддержания роста крупных студий разработки и увеличения инвестиций в независимые студии.
| Год  | Премия                            | Номинация                                                                       | Результат | Источник      |
| ---- | --------------------------------- | ------------------------------------------------------------------------------- | --------- | ------------- |
| 2019 | Golden Joystick Awards 2019       | Прорыв года                                                                     | Победа    | [ 69 ] [ 70 ] |
| 2019 | Golden Joystick Awards 2019       | Игра года                                                                       | Номинация | [ 69 ] [ 70 ] |
| 2019 | The Game Awards 2019              | Лучшая независимая игра                                                         | Номинация | [ 72 ]        |
| 2019 | The Game Awards 2019              | Лучший дебют инди-разработчика                                                  | Номинация | [ 72 ]        |
| 2020 | D.I.C.E. Awards 2020              | Игра года                                                                       | Победа    | [ 77 ] [ 78 ] |
| 2020 | D.I.C.E. Awards 2020              | Выдающееся достижение среди инди-игр                                            | Победа    | [ 77 ] [ 78 ] |
| 2020 | D.I.C.E. Awards 2020              | Выдающееся достижение в игровой режиссуре                                       | Номинация | [ 77 ] [ 78 ] |
| 2020 | D.I.C.E. Awards 2020              | Выдающееся достижение в создании персонажей (Гусь)                              | Победа    | [ 77 ] [ 78 ] |
| 2020 | Independent Games Festival Awards | Гран-при Шеймуса Макнелли                                                       | Номинация | [ 79 ]        |
| 2020 | Independent Games Festival Awards | Совершенство в аудио                                                            | Номинация | [ 79 ]        |
| 2020 | Game Developers Choice Awards     | Игра года                                                                       | Победа    | [ 80 ] [ 81 ] |
| 2020 | Game Developers Choice Awards     | Лучший звук                                                                     | Номинация | [ 80 ] [ 81 ] |
| 2020 | Game Developers Choice Awards     | Лучший дизайн                                                                   | Номинация | [ 80 ] [ 81 ] |
| 2020 | Game Developers Choice Awards     | Премия за инновации                                                             | Номинация | [ 80 ] [ 81 ] |
| 2020 | 16th British Academy Games Awards | Лучшая игра                                                                     | Номинация | [ 82 ] [ 83 ] |
| 2020 | 16th British Academy Games Awards | Достижения в аудио                                                              | Номинация | [ 82 ] [ 83 ] |
| 2020 | 16th British Academy Games Awards | Семейная игра                                                                   | Победа    | [ 82 ] [ 83 ] |
| 2020 | 16th British Academy Games Awards | Оригинальная игра                                                               | Номинация | [ 82 ] [ 83 ] |
| 2020 | ARIA Music Awards 2020            | Лучший оригинальный саундтрек или альбом актерского состава музыкального театра | Номинация | [ 84 ]        |